# Рудня (Михалковский сельсовет)

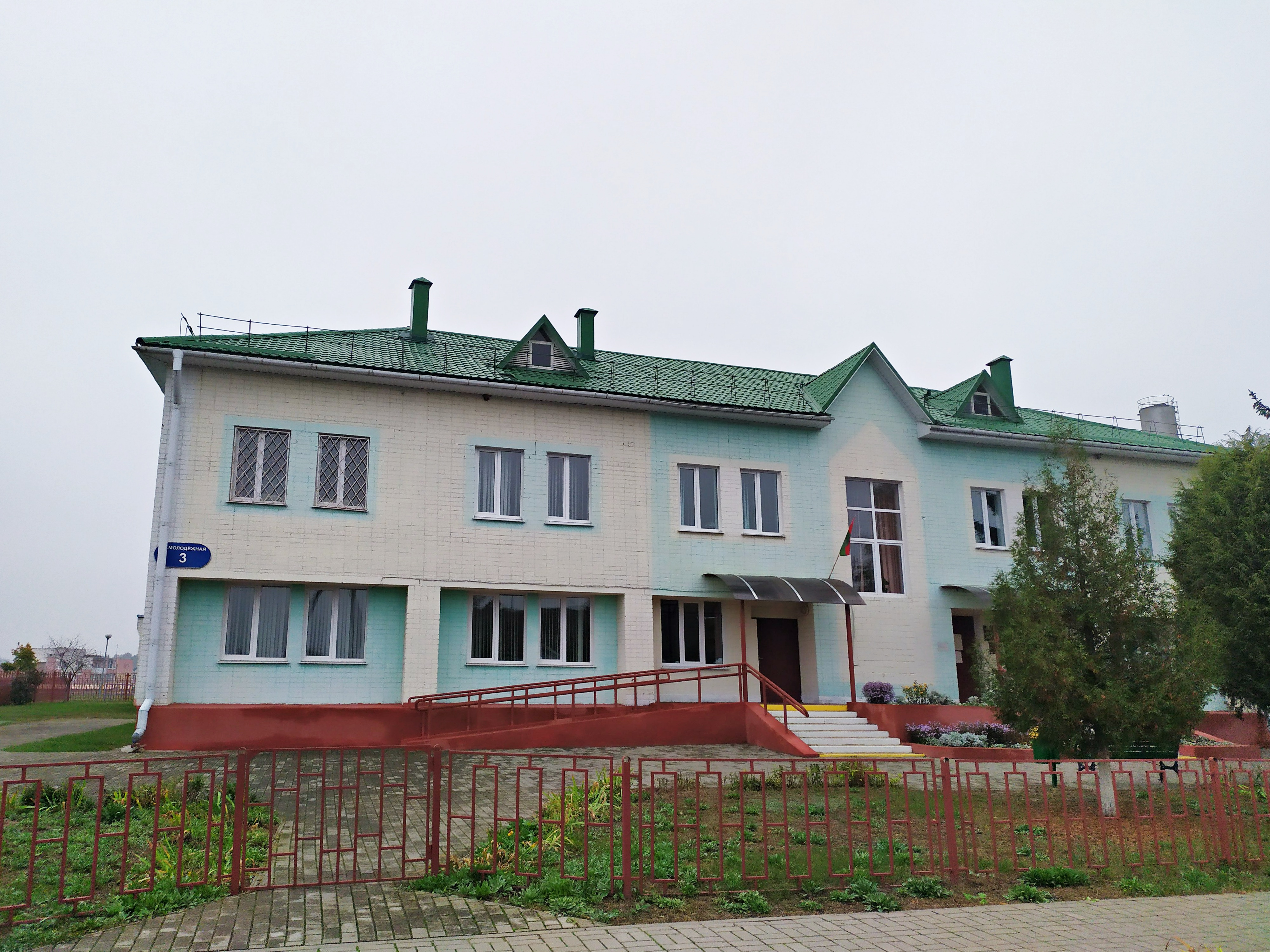

Рудня (бел. Ру́дня) — агрогородок (до 2009 — деревня) в Мозырском районе Гомельской области Республики Беларусь. Административный центр Михалковского сельсовета.

## География

### Расположение
В 27 км на юг от Мозыря, 160 км от Гомеля, В 5 км от автомобильной дороги Р31. Железнодорожный остановочный пункт Мытва (на линии Калинковичи — Овруч).

### Гидрография
Около агрогородка протекает река Мытва (приток реки Припять).

## Транспортная сеть
Транспортные связи по просёлочной, затем автодороге Мозырь — Новая Рудня. Планировка состоит из прямолинейных улиц, ориентированных с юго-востока на северо-запад и застроенных кирпичными и деревянными усадьбами.

## История
По письменным источникам известна с начала XIX века как деревня в Мозырском уезде Минской губернии. Согласно переписи 1897 года в деревне Новая Рудня действовали школа грамоты и в одноимённом фольварке водяная мельница, сукновальня. В 1908 году открыта церковно-приходская школа, которая размещалась в наёмном крестьянском доме.
В 1931 году организован колхоз. Во время Великой Отечественной войны 34 жителя погибли на фронте. В связи со строительством Мозырского промышленного комплекса в деревню Рудня в 1992 году были переселены жители из посёлка Михалки. Центр совхоза «Мозырский». Действуют лесопилка, мельница, средняя и музыкальная школы, Дом культуры, библиотека, детский сад, амбулатория, отделение связи, магазин.
До 1964 года деревня входила в состав Михалковского сельсовета, до 6 июля 1970 года — в состав Каменковского сельсовета, после — в составе Михалковского сельсовета, где с 4 июня 1985 года его административный центр.
В 2009 году деревня Рудня Михалковского сельсовета преобразована в агрогородок.

## Инфраструктура
Расположен цех на базе отделения государственного предприятия «Совхоз-комбинат «Заря».

## Население

### Численность
- 2004 год — 429 хозяйств, 1116 жителей.

### Динамика
- 1834 год — 4 семьи.
- 1870 год — 20 ревизских душ.
- 1897 год — 29 дворов, 199 жителей; в фольварке 1 двор, 13 жителей (согласно переписи).
- 1925 год — 56 дворов.
- 1959 год — 225 жителей (согласно переписи).
- 2001 год — 950 жителей, 365 дворов[3].
- 2004 год — 429 хозяйств, 1116 жителей.

## Достопримечательность
- Братская могила
- Памятник землякам, погибшим в Великой Отечественной войне
- Аллея ко Дню народного единства (17.09.2022)
- Архангело-Михайловский храм
- Церковь